# Mesocricetus
Mesocricetus Nehring, 1898) è il genere della famiglia dei Cricetidi a cui appartengono le quattro specie di criceti dorati, tra i quali il celebre criceto dorato di Siria, animale da compagnia noto in tutto il mondo.

## Descrizione
I criceti dorati hanno una lunghezza testa-corpo di 170–180 mm e una coda di circa 12 mm. Il peso varia dai 137-258 g del criceto dorato di Turchia ai 97-113 g del criceto dorato di Siria. Le femmine sono più grandi dei maschi. Le regioni superiori sono generalmente di colore bruno-rossastro chiaro e quelle inferiori bianche o color crema. In alcuni esemplari è presente una distinta striscia trasversale color cenere sul petto. La pelle di questi animali è piuttosto lassa, e le enormi tasche guanciali, che si aprono all'interno delle labbra, si estendono all'indietro fino alla regione scapolare; quando sono completamente espanse, misurano una larghezza doppia di quella di testa e spalle dell'animale. In uno studio effettuato su 128 femmine, ve ne erano 3 con 12 mammelle, 30 con 13, 74 con 14, 16 con 15, 4 con 16, e 1 con 17. Il numero maggiore di mammelle, le minori dimensioni e la coda più corta, nonché alcune caratteristiche del cranio, distinguono i criceti dorati dal criceto comune.

## Distribuzione e habitat
Le quattro specie di criceto dorato sono diffuse nelle steppe pianeggianti e montuose dell'Asia Minore, del Caucaso e della parte inferiore del bassopiano danubiano. In natura, vivono in regioni aride e rocciose o sui pendii ricchi di boscaglia.

## Biologia

### Comportamento
I criceti dorati costruiscono tane che ricordano da vicino quelle del criceto comune. Conducono vita essenzialmente notturna, ma occasionalmente possono essere attivi anche durante il giorno. Sembrano essere animali onnivori, dal momento che si nutrono di vegetali verdi, semi, frutta e carne. Ibernazioni con periodi ininterrotti anche di 28 giorni sono state sperimentate in laboratorio attraverso l'esposizione al freddo. In cattività, gli esemplari che trascorrono i mesi freddi in letargo tendono a vivere più a lungo.
Gli adulti generalmente conducono vita solitaria: ciascun esemplare occupa una propria tana e aggredisce regolarmente i conspecifici. I giovani esemplari di criceto dorato di Turchia vivono tranquillamente insieme fino a circa sette settimane, ma dopo di allora iniziano a separarsi. In cattività il rango sociale dei maschi è determinato dalle condizioni delle ghiandole poste sui fianchi: gli esemplari con le ghiandole più grandi divengono dominanti.

### Riproduzione
In cattività le femmine possono partorire in qualunque mese dell'anno, ma le nidiate che nascono alla fine dell'autunno e in inverno tendono ad essere meno numerose. Esemplari da laboratorio di criceto dorato di Turchia esposti alla luce naturale non si sono mai riprodotti tra novembre e marzo. In questa popolazione il picco riproduttivo si è verificato in maggio; nessuna femmina produsse mai più di tre nidiate all'anno. Il numero massimo di nidiate registrato tra le popolazioni in natura del Caucaso è di due all'anno.
Nel criceto dorato di Siria il ciclo estrale è di 4 giorni, l'estro dura 27,4 ore, e il periodo di gestazione è generalmente di 16 giorni, sebbene possa prolungarsi anche fino a 19. Nel criceto dorato di Turchia il ciclo estrale dura 4 giorni, la gestazione 15 giorni, e il numero di piccoli per nidiata è di 1-13, 6 di media. Nel criceto dorato di Siria, invece, il numero di piccoli varia da 2 a 16, con una media di 9. In cattività ciascuna femmina può avere da tre a cinque nidiate all'anno; alla nascita i piccoli pesano 2-3 g. Durante i primi tre giorni di vita, se questi sono minacciati da un pericolo, la madre può raccoglierne fino a 12 alla volta nelle proprie tasche guanciali. Alla nascita i piccoli sono glabri e ciechi ma crescono rapidamente; sono svezzati prima di 20 giorni e sono già in grado di riprodursi a 7-8 settimane. Il picco di fecondità viene raggiunto attorno a un anno di età. La speranza di vita sembra essere di due o tre anni.

## Conservazione
I criceti dorati rimasero semisconosciuti alla scienza fino al 1930, quando quattro giovani criceti dorati di Siria, comprendenti un'unica femmina, vennero catturati in Siria e trasportati in Palestina. I discendenti di questo piccolo gruppo si diffusero ben presto in tutto il mondo come animali da laboratorio, ospiti degli zoo e animali da compagnia. Nel 1938 alcuni di questi criceti vennero portati per la prima volta negli Stati Uniti. Nel 1971 altri 13 esemplari vennero catturati ad Aleppo, in Siria, e portati anch'essi negli Stati Uniti. Nel 1965 e nel 1971 alcuni esemplari di criceto dorato di Turchia vennero catturati nella Turchia centrale, e a partire da questi venne costituita la base di una colonia da laboratorio di notevole successo. Malgrado sia ampiamente diffuso in cattività, M. auratus in natura occupa una minuscola area (10.000-15.000 km²) al confine tra la Siria nord-occidentale e la Turchia, e per questo viene classificato come «vulnerabile» (Vulnerable) dalla IUCN.

## Tassonomia
Il genere Mesocricetus comprende quattro specie:
- Mesocricetus auratus (Waterhouse, 1839) - criceto dorato di Siria;
- Mesocricetus brandti (Nehring, 1898) - criceto dorato di Turchia;
- Mesocricetus newtoni (Nehring, 1898) - criceto dorato di Romania;
- Mesocricetus raddei (Nehring, 1894) - criceto dorato del Caucaso.